# Roger Hunt
Roger Hunt (Glazebury, Lancashire, 20 de julio de 1938-Warrington, Cheshire, 27 de septiembre de 2021) fue un futbolista británico que se desempeñaba en la posición de delantero.

## Selección nacional
Fue internacional con la Selección de Inglaterra en 34 ocasiones, entre 1962 y 1969, consiguiendo 18 goles y siendo parte del seleccionado que ganó la Copa del Mundo de 1966.
En 1964, Inglaterra ganó a Estados Unidos por 10-0, de los que Hunt marcó 4 goles, Fred Pickering tres, Terry Paine dos y Bobby Charlton uno.

### Participaciones en Copas del Mundo
| Mundial                        | Sede       | Resultado        | Partidos | Goles |
| ------------------------------ | ---------- | ---------------- | -------- | ----- |
| Copa Mundial de Fútbol de 1962 | Chile      | Cuartos de final | 2        | 0     |
| Copa Mundial de Fútbol de 1966 | Inglaterra | Campeón          | 6        | 3     |

## Clubes
| Club             | País       | Año         |
| ---------------- | ---------- | ----------- |
| Liverpool        | Inglaterra | 1959 - 1970 |
| Bolton Wanderers | Inglaterra | 1970 - 1972 |

## Palmarés

### Campeonatos nacionales
| Título           | Club      | País       | Año     |
| ---------------- | --------- | ---------- | ------- |
| Segunda División | Liverpool | Inglaterra | 1961/62 |
| Primera División | Liverpool | Inglaterra | 1963/64 |
| Community Shield | Liverpool | Inglaterra | 1963/64 |
| FA Cup           | Liverpool | Inglaterra | 1964/65 |
| Community Shield | Liverpool | Inglaterra | 1964/65 |
| Primera División | Liverpool | Inglaterra | 1965/66 |
| Community Shield | Liverpool | Inglaterra | 1965/66 |

## Récords
- Máximo goleador del Liverpool F. C. en la Primera División de Inglaterra con 245 goles, entre 1958 y 1969.